# 扶桑堂
扶桑堂（ふそうどう）とは明治時代に創業された日本の出版社である。

## 概要
1892年に黒岩涙香が『万朝報』を発刊する時、扶桑堂の主人の町田宗七(民謡研究家の町田佳声の大叔父)は涙香の小説の出版権の受取を約束条件にして運転資金を出資した。それゆえに扶桑堂が出版した作品は涙香の作品に限られており、その木版口絵は富岡永洗とのコンビによるものが大半であった。ほかには安達吟光、梶田半古、藤原信一、水野年方、渡辺省亭が木版口絵を描いている。